# آندرانوفوتسی
آندرانوفوتسی (به لاتین: Andranofotsy) یک منطقهٔ مسکونی در ماداگاسکار است که در ماروآنت‌سترا واقع شده‌است. آندرانوفوتسی ۸٬۰۰۰ نفر جمعیت دارد و ۱۷ متر بالاتر از سطح دریا واقع شده‌است.